# Rebol

Hello-world-program gjort i Rebol.

Rebol är ett plattformsoberoende scriptspråk som kan automatisera många uppgifter relaterade till internet. Det skapades av Carl Sassenrath.